# Antoine Bauwens

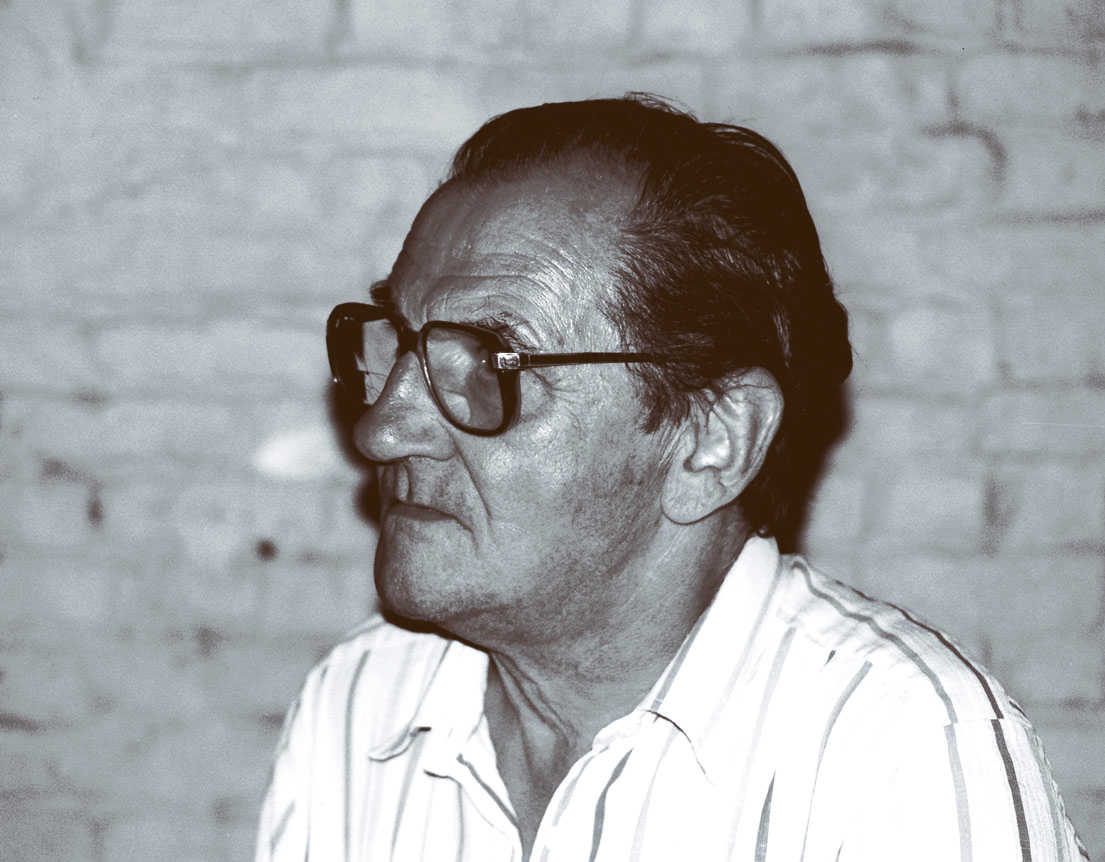
Antoine Bauwens

Antoine Bauwens (Gent, 11 september 1929 – aldaar, 31 oktober 2009) was een Belgisch CVP-politicus en vakbondsleider in de regio Gent. Bauwens was ook muzikant.

## Vakbondsleider
Hij werd geboren in een bescheiden familie in de Bloemekenswijk in Gent. In 1954 trouwde hij met Alina Franssen (1931-2013). Ze kregen drie zonen en een dochter, later ook acht kleinkinderen.
In 1947 ging hij in dienst bij de bodendienst van het Algemeen Christelijk Vakverbond. Via bijscholing bracht hij het van bode tot bediende op de rechtskundige dienst (1949).  In 1955 werd hij er diensthoofd, om in 1971 gewestelijk ACV-secretaris te worden van het arrondissement Gent-Eeklo. Daar volgde hij Robert Van de Poele op, die dan nationaal secretaris werd. In die functie was Bauwens ook beheerder van dagblad Het Volk en bestuurder van verschillende organisaties in de sociale sector.
In 1971 werd hij CVP-gemeenteraadslid in de stad Gent, gevolgd door het schepenambt van Sociale Zaken en Huisvesting vanaf 1983 tot zijn pensionering in 1989.
Hij was de stichter, dirigent en bezieler van het ONA orkest, het SIVI-koor en het KBG Promenadeorkest. Bij verschillende gelegenheden nam hij plaats achter het orgel. Daarnaast componeerde hij ook zelf, onder meer een operette.